# Nowa Dąbrowa (Braniewo)
Nowa Dąbrowa (deutsch Neu Damerau) war ein Ort in der polnischen Woiwodschaft Ermland-Masuren in der Gmina Braniewo im Powiat Braniewski. Bis 1945 gehörte er zum Kreis Heiligenbeil in Ostpreußen.

## Geographische Lage
Die Ortsstelle von Nowa Dąbrowa resp. Neu Damerau liegt im Nordwesten der Woiwodschaft Ermland-Masuren, neun Kilometer südlich der früheren Kreisstadt Heiligenbeil (heute russisch Mamonowo) bzw. sechs Kilometer östlich der heutigen Kreismetropole Braniewo (deutsch Braunsberg).

## Geschichte
1677 ist das Gründungsjahr des kleinen und bis vor 1912 Neudamerau genannten Ortes, der lediglich aus einem großen Hof bestand. Als 1874 der Amtsbezirk Grunau (polnisch Gronowo) im ostpreußischen Kreis Heiligenbeil im Regierungsbezirk Königsberg errichtet wurde, wurde Neudamerau als Landgemeinde ihm zugeordnet.
41 Einwohner zählte Neu Damerau im Jahre 1910. Am 30. September 1928 verlor   das Dorf seine Eigenständigkeit, als es sich mit den Nachbargutsbezirken Maternhöfen (heute polnisch Maciejewo) und Sonnenstuhl (Świętochowo) zur neuen Landgemeinde Sonnenstuhl zusammenschloss.
Als 1945 in Kriegsfolge Ostpreußen geteilt und an die Sowjetunion (Norden) sowie an Polen (Süden) abgetreten wurde, lag Neu Damerau im polnischen Teil. Das Dorf erhielt die polnische Namensform „Nowa Dąbrowa“ und besteht heute offiziell nicht mehr. Vielleicht ist es nicht wieder besiedelt worden, vielleicht ist es auch im Nachbarort Świętochowo (Sonnenstuhl) aufgegangen. Die Ortsstelle befindet sich in der Gmina Braniewo im Powiat Braniewski, von 1975 bis 1998 der Woiwodschaft Elbląg, seither der Woiwodschaft Ermland-Masuren zugehörig.

## Religion
Mit seiner mehrheitlich evangelischen Bevölkerung war Neu Damerau bis 1945 in das Kirchspiel Grunau im Kirchenkreis Heiligenbeil in der Kirchenprovinz Ostpreußen der Kirche der Altpreußischen Union eingepfarrt.

## Verkehr
Die Ortsstelle Nowa Dąbrowas resp. Neu Dameraus ist über einen Landweg von der polnischen Woiwodschaftsstraße 507 (ehemalige deutsche Reichsstraße 142) aus im Abzweig Świętochowo (Sonnenstuhl) zu erreichen.